# Arpavon
Arpavon ist eine französische Gemeinde mit 73 Einwohnern (Stand 1. Januar 2022) im Département Drôme in der Region Auvergne-Rhône-Alpes.

## Geografie
Arpavon liegt im Süden des Départements Drôme in einem Tal zwischen den Bergen der Baronnies auf einer mittleren Höhe von 773 Metern über dem Meeresspiegel, 39 Kilometer nordöstlich von Carpentras und etwa 10 Kilometer nordöstlich von Nyons, dem Hauptort des Arrondissements. Die Ortschaft ist umgeben von den Nachbargemeinden Sainte-Jalle, Curnier und Montaulieu. Das Gemeindegebiet hat eine Fläche von 13,45 Quadratkilometern. Das Flüsschen Ennuye, ein Nebenfluss der Eygues, fließt westlich des Ortskerns und an der D64 entlang.
Arpavon ist einer Klimazone des Typs Cfb (nach Köppen und Geiger) zugeordnet: Warmgemäßigtes Regenklima (C), vollfeucht (f), wärmster Monat unter 22 °C, mindestens vier Monate über 10 °C (b). Es herrscht Seeklima mit gemäßigtem Sommer.

## Geschichte
Arpavon wurde im Frühmittelalter gegründet und 1216 erstmals als Castrum Arpaonis urkundlich erwähnt. Ernest Nègre geht davon aus, dass der Ortsname lateinisch war und Castrum altum pavonis auf Deutsch etwa ‚hohe Burg des Pfaues‘ bedeutet. Ursprünglich stand auch oberhalb des Ortskerns eine Burg. Die Theorie des Pfaus im Ortsnamen wird dadurch gestützt, dass die Kirche von Sainte-Jalle mit dem Relief eines Pfaues geschmückt ist und ein anderes Nachbardorf, Villeperdrix, ‚Landgut des Rebhuhns‘ heißt.

## Bevölkerung
| Jahr                       | 1836 | 1872 | 1901 | 1936 | 1968 | 1975 | 1982 | 1990 | 1999 | 2008 | 2016 |
| -------------------------- | ---- | ---- | ---- | ---- | ---- | ---- | ---- | ---- | ---- | ---- | ---- |
| Einwohner                  | 339  | 280  | 182  | 93   | 64   | 43   | 32   | 44   | 61   | 71   | 77   |
| Quellen: Cassini und INSEE |      |      |      |      |      |      |      |      |      |      |      |

Im Jahr 1330 gab es 78 Haushalte (Feu fiscal) in der Seigneurie von Arpavon, die zur Baronie von Mévouillon gehörte. 1336 erhielten die Dauphins das Lehen. Sie verkauften es 1341 an die Fürsten von Orange. Nach 1378 gehörte das Lehen zur Markgrafschaft Saluzzo und wechselte bis zur Französischen Revolution (1789–1799) noch mehrmals den Besitzer. 1621 war Arpavon Schauplatz einer Schlacht des Dreißigjährigen Kriegs (1618–1648), während der die Burg komplett zerstört wurde.
1793 erhielt Arpavon im Zuge der Französischen Revolution den Status einer Gemeinde und 1801 das Recht auf kommunale Selbstverwaltung. Am meisten Einwohner (360) hatte die Gemeinde 1793. Danach sank die Einwohnerzahl bis 1982, als die Gemeinde nur noch 32 Einwohner hatte.

## Sehenswürdigkeiten
Die Pfarrkirche von Arpavon war ursprünglich eine Priorei, die der Abtei von Bodon in Saint-May unterstand. Sie wurde im 13. Jahrhundert auf den Fundamenten einer älteren Kirche aus dem 11. Jahrhundert errichtet und war in die Stadtmauer integriert. Der Glockenturm wurde im 17. Jahrhundert erbaut. Der Chor wurde im 19. Jahrhundert erneuert. In der Kirche befindet sich die Grabtafel des Pfarrers Ponce Latil. Sie trägt eine lateinische Inschrift und wurde 1148 angefertigt. 1905 wurde sie als Monument historique (‚historisches Denkmal’) klassifiziert.

## Lokale Produkte
Auf dem Gemeindegebiet gelten kontrollierte Herkunftsbezeichnungen (AOC) für Picodon, Olivenöl (Huile d’olive de Nyons), schwarze Oliven (Olives noires de Nyons) und Lavendelöl (Huile essentielle de lavande de Haute-Provence) sowie geschützte geographische Angaben (IGP) für Lammfleisch (Agneau de Sisteron), Geflügel (Volailles de la Drôme), Honig (Miel de Provence), Einkornmehl und Einkorn (Farine de petit épeautre beziehungsweise Petit épeautre de haute Provence) und Weiß-, Rosé- sowie Rotwein mit der Bezeichnung Comtés Rhodaniens, Coteaux des Baronnies, Drôme und Méditerranée.